# L'arciere del re (romanzo)
L'arciere del re (titolo originale Harlequin) è un romanzo di Bernard Cornwell. È il primo dei quattro libri incentrati sulla figura dell'arciere inglese Thomas di Hookton, composta oltre che dal romanzo in questione da Il cavaliere nero, La spada e il calice e L'eroe di Poitiers.
Il romanzo è ambientato nell'Europa del XIV secolo, precisamente nelle regioni francesi della Bretagna e della Normandia, eccetto il prologo introduttivo che si svolge sulla costa inglese della Manica. L'arciere del re abbraccia un periodo che va dal 1342 al 1346, data della battaglia di Crécy. Siamo quindi nella prima fase della Guerra dei cent'anni, il lungo conflitto che vide contrapposti inglesi e francesi per più di un secolo, fase nella quale la superiorità militare inglese è netta e si concretizza proprio nella battaglia combattuta nei pressi Crécy, che è quella conclusiva del libro.

## Trama

### Prologo
È la domenica di Pasqua e le truppe francesi di Sir Guillaume d'Evecque sbarcano sulla costa inglese, a Hookton, piccolo villaggio di pescatori che custodisce però una preziosa reliquia, la lancia con cui San Giorgio trafisse il drago. O almeno così sostiene Padre Ralph, il parroco del villaggio. Il villaggio è indifeso e non ha speranze. Mentre i quaranta armigeri saccheggiano brutalmente il villaggio, un misterioso individuo, lo stesso che ha pagato Sir Guillaume per portarlo a Hookton, fa staccare dal tetto della chiesa, nella quale era conservata, la lancia di San Giorgio. Thomas, figlio bastardo di padre Ralph, è uno dei cinque uomini incaricati secondo la tradizione di sorvegliare l'altare della chiesa nella notte di Pasqua. Sentendo i colpi d'ascia sul portone della chiesa e le prime urla di donne, realizza all'istante che qualcosa di brutto sta travolgendo il paese. Consapevole dell'impossibilità di difendersi con quel ferro arrugginito che porta come spada, fugge dalla chiesa e raccolti arco e frecce se la dà a gambe nei boschi, non visto. Inizia così la sua carriera di arciere, e quel giorno moriranno quattro balestrieri genovesi al soldo di Sir Guillaume. Finito il saccheggio, i francesi se ne vanno lasciandosi alle spalle un villaggio morto. Il padre di Thomas è morto nel tentativo di difendere la reliquia, ucciso dal misterioso personaggio vestito di nero che si fa chiamare Harlequin. Nell'agonia il prete biascica a suo figlio poche parole sulla storia della lancia, e in preda al dolore il giovane promette di recuperarla. Prima di andarsene, padre Ralph sospira "Calix meus inebrians". Il mistero celato dietro queste parole rimarrà senza soluzione almeno per il primo libro della trilogia Alla ricerca del Santo Graal. Solo e senza famiglia, il diciottenne Thomas ha però trovato la sua via: sarà arciere e combatterà per re Edoardo III in Francia.

### Prima parte
La prima parte del romanzo si ambienta invece in Bretagna. Qui Thomas combatte nella compagnia di Will Skeat, sotto il comando di William Bohun, conte di Northampton. La campagna inglese in Bretagna è stata finora un disastro, e l'esercito inglese sta fallendo anche di fronte alle mura di La Roche-Derrien, piccolo borgo difeso dagli stessi cittadini. Oltre mille inglesi non riescono ad avere la meglio su una cittadina che viene difesa da rozzi contadini. Ben cinque attacchi inglesi si sono risolti in un massacro di assedianti. È proprio il giovane Thomas a ideare il piano per entrare in città, passando per un lato non protetto della cinta muraria. Così l'esercito inglese entra e saccheggia, stupra e rovina decine di famiglie contadine. Nella città, Thomas vivrà varie avventure che lo porteranno a dover fuggire come un assassino ed a vagare come un bandito nei territori ancora in mano ai francesi della Bretagna e della Normandia.

### Seconda parte
In Normandia l'esercito inglese, guidato da re Edoardo III in persona, è alle prese con un altro possedimento francese. Si tratta questa volta della ricca città di Caen, una delle più importanti e fiorenti città francesi del XIV secolo. Thomas ha ripreso il suo posto di arciere nell'esercito inglese, rientrando nella compagnia di Will Skeat e servendo ancora una volta per il conte di Northampton. Seguendo le azioni del giovane arciere, l'autore descrive con molta efficacia e buona fedeltà storica le fasi dell'assedio. All'interno della città Thomas con l'aiuto di un prete scopre la leggenda che accompagna la lancia rubata a Hookton. Il potere della lancia renderebbe invincibile colui che la porta in battaglia. Il frate aggiunge che chi ha rubato la lancia è un nemico della Fede e della Chiesa, e costui potrebbe possedere perfino il Santo Graal, la reliquia più importante della Cristianità. Se Thomas riuscisse a trovare chi ha rubato la lancia, sarebbe suo dovere di Cristiano recuperare il Graal. Ma a Thomas tutto questo non interessa, lui vuole soltanto combattere come arciere per il suo re. Eppure deve rispettare il giuramento prestato a Hookton, un giorno o l'altro. Dopo il saccheggio di Caen inizia per l'esercito un'odissea in territori ostili e privi di risorse, perché i contadini fuggono prima dell'arrivo degli inglesi portandosi via i loro averi. In più re Edoardo deve cercare di sfuggire all'esercito radunato da re Filippo VI di Francia, un'armata straordinaria composta dai migliori cavalieri d'Europa. Una trappola sta per scattare sul provato esercito inglese. Gli inglesi vengono agganciati una prima volta a Poissy, ma riescono a scappare attraverso un passaggio lungo la costa. Nei pressi di Crécy l'esercito viene nuovamente raggiunto, e questa volta il re è obbligato ad accettare lo scontro.

### Terza parte
Siamo nella terza e ultima parte, tutta dedicata alla battaglia di Crécy. Gli uomini, stanchi e affamati, si dispongono a semicerchio sulla collina tra Crécy e Wadicourt, scavando buche per spezzare la carica francese. Gli arcieri sono pericolosamente a corto di frecce, i rifornimenti sono lontani. L'attesa è snervante, ma alla fine della giornata inizia a formarsi lo schieramento francese. Migliaia di cavalieri pronti a ricacciare gli inglesi invasori guardano con disprezzo gli arcieri schierati sulla sommità della collina di fronte a loro. Gli inglesi sono nettamente inferiori di numero, e hanno davanti l'esercito più forte d'Europa. Thomas si trova sulla destra dello schieramento inglese, dove combatte Edward di Woodstock, il principe di Galles figlio di re Edoardo. Il pendio lì è meno ripido, quindi lo scontro si deciderà probabilmente da quella parte. La battaglia ha inizio con il confronto tra arcieri inglesi e balestrieri genovesi. Alla rotta di questi ultimi seguono le ripetute cariche degli impazienti cavalieri francesi si giunge al corpo a corpo, cui partecipano anche gli arcieri, che hanno esaurito tutte le riserve di frecce. Nella file francesi milita anche l'Harlequin, ovvero Guy Vexille, conte di Astarac, accompagnato dalla lancia di San Giorgio, con la qual si crede invincibile. Alla fine dello scontro Thomas trova sul campo la lancia, un po' ammaccata ma integra. Ha dunque sciolto il giuramento, ma l'Harlequin è vivo e potrebbe avere il Graal. Le avventure dell'arciere del re non si fermano qui. Il romanzo invece sì. Cornwell prende congedo dai lettori, lasciandoli con l'interrogativo "e poi come va a finire?". La risposta si può trovare nei capitoli seguenti della trilogia.

## Nota storica
Nella "nota storica" al termine del romanzo Cornwell contestualizza ulteriormente le vicende belliche e chiarisce le libertà che si è preso riguardo alla modalità della presa di La Roche-Derrien, a uno scontro avvenuto fuori dalle mura della cittadina stessa tra cavalieri inglesi e francesi; le differenze riguardo ad alcuni particolari sull'assedio di Caen. Tutti gli altri episodi bellici presenti nel libro sono realmente accaduti. Sempre nella nota storica troviamo una breve digressione sulla nascita e sulle caratteristiche dell'arco lungo utilizzato dagli arcieri inglesi e gallesi.

## Edizioni
- Bernard Cornwell, L'arciere del re, collana La Gaja scienza, traduzione di Lidia Perria, Longanesi & C., 26 ottobre 2001,  p. 304, ISBN 9788830419377.
- Bernard Cornwell, L'arciere del re, collana BestTEA, traduzione di Lidia Perria, TEA, 2003,  p. 487, ISBN 9788850203826.
- Bernard Cornwell, L'arciere del re, traduzione di Lidia Perria, collana TEA, TEA, 17 luglio 2014,  p. 487, ISBN 9788850236763.
- Bernard Cornwell, L'arciere del re, traduzione di Lidia Perria, Tea più, TEA, 12 novembre 2020,  p. 496, ISBN 9788850258437.